# Joseph Chinard
Pour les articles homonymes, voir Chinard.
Joseph Chinard né le 12 février 1756 à Lyon où il est mort le 20 juin 1813 est un sculpteur néoclassique français.

## Biographie

### Débuts
Joseph Chinard se destine d’abord à une carrière ecclésiastique, mais son goût l’entraîne dans une autre direction : celle de l'art. Il ne termine pas son instruction et commence son travail de sculpteur en produisant des figurines pour des confiseurs et des pâtissiers. 
En 1770, Chinard intègre l'école de dessin de la ville de Lyon, dirigée par Donat Nonnotte, puis l’atelier de sculpture de Blaise Barthélémy (Lyon, 1738 - Paris, 1819) à qui on doit les statues de Saint Étienne et de Saint Jean-Baptiste de la primatiale Saint-Jean (1776). 
Entre 1780 et 1781, il réalise, à la suite de la commande par le chapitre de l’église Saint-Paul, les pendentifs du dôme et les figures des quatre Évangélistes, œuvres détruites en 1793 sous la Terreur. En 1782, il réalise pour la chartreuse de Sélignac les statues de Saint Bruno et Saint Jean. Ces diverses réalisations le font connaître dans le monde de l'art et lui permettent de financer le premier de ses trois voyages à Rome. En effet, il est remarqué par Jean Marie Lafont de Juys, le procureur du roi, l’un des seuls collectionneurs de sculpture lyonnaise. 

#### Premier voyage en Italie

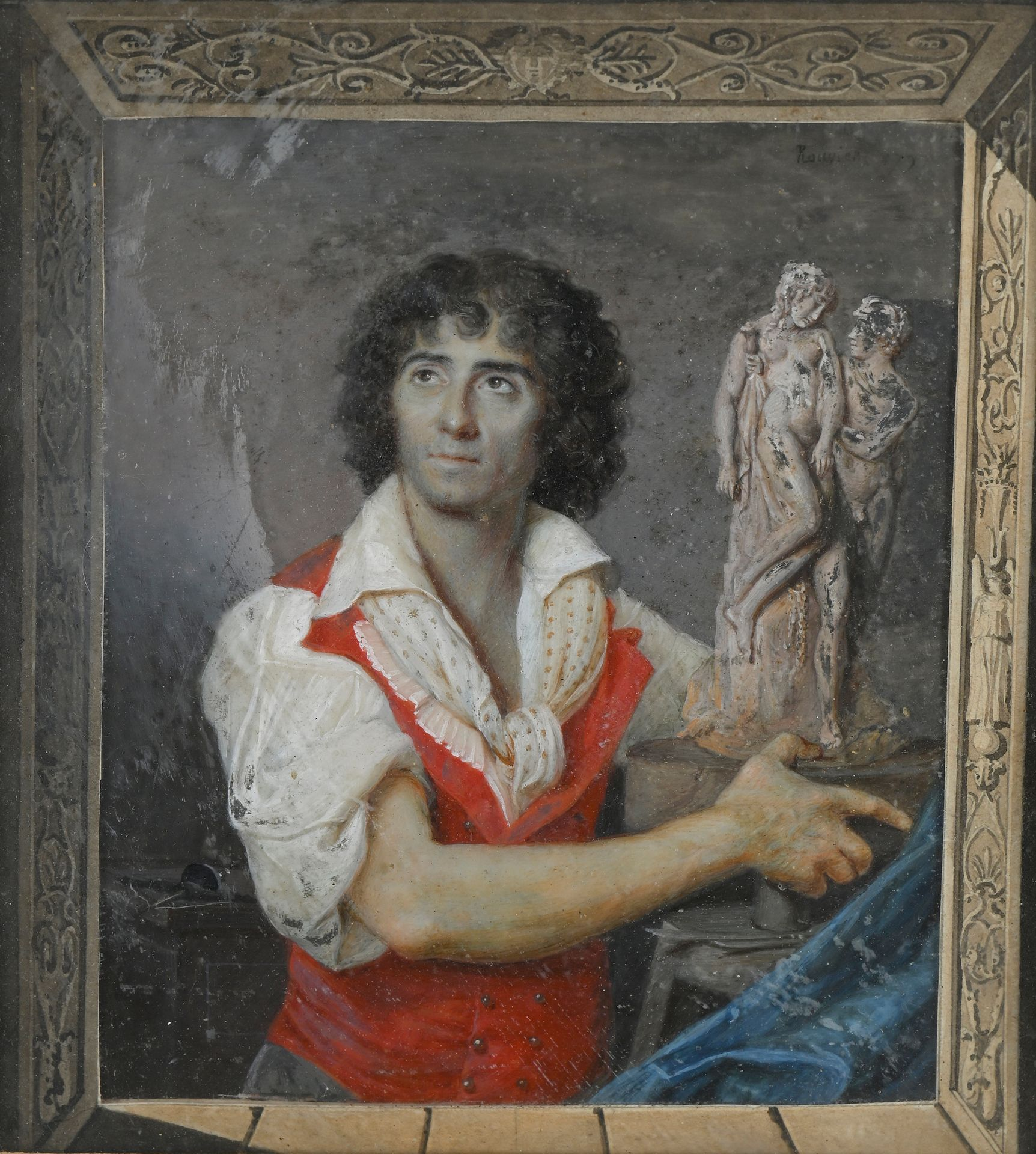
Joseph Chinard tenant Persée et Andromède, miniature de Pierre Rouvier

De 1784 à décembre 1787, il réside à Rome pour améliorer sa technique et former son goût artistique. Il fait durant son séjour maintes copies d’œuvres antiques en marbre, dont un grand nombre a été acheté par son mécène pour son hôtel de Lyon.   
Le 12 juin 1786, il obtient le premier prix du concours Balestra de l’Académie Saint-Luc de Rome avec Persée délivrant Andromède. Il s'agit du seul sculpteur à être resté en compétition alors que les autres artistes français se retiraient. De plus, n’ayant pas étudié à l’Académie royale de Paris, il ne disposait pas du soutien et de l’influence de cette dernière. Ce premier prix n’avait alors pas été reçu par un Français depuis Camille Pachetti, 15 ans auparavant. Les artistes du roi (Allegrain, Mouchy, Boucher[Lequel ?], Houdon…) n'obtenaient que le second.

#### Premier mariage
Joseph Chinard se marie le 12 janvier 1788 avec Antoinette Perret (1752-1794), brodeuse lyonnaise. Il la connaît depuis de nombreuses années et la considérait déjà comme sa femme. Joseph Chinard est le fils d'Étienne Chinard, un marchand, et Antoinette est fille de charpentier : ils sont donc issus de la classe moyenne.

### Période révolutionnaire
En 1789, acquis aux idées nouvelles, il a conscience que les artistes ont un rôle à jouer dans la Révolution française. Beaucoup d’artistes vont avoir tendance à se réfugier dans le « laconisme des idoles jacobines » alors que Chinard lui préfère la composition allégorique. Grâce à l'éloignement de Paris, des pressions politiques et des actualités, il peut développer un style différent des artistes de son époque en renouvelant l'iconographie.

#### Deuxième voyage en Italie
En 1791, il entreprend un deuxième voyage en Italie. Il a été chargé de créer deux groupes d’inspiration révolutionnaire, commandés avant son départ par M. Van Risambourg (ou Risamburgh) pour un trépied de candélabre : Jupiter foudroyant l’Aristocratie et le Génie de la Raison foulant aux pieds la Superstition (c'est-à-dire la Religion). Il est dénoncé et arrêté dans la nuit du 22 au 23 septembre 1792 au château Saint-Ange sur ordre du pape pour ouvrages subversifs avec Rater, un jeune élève d'architecture lyonnais.
On constate une forte mobilisation de l'élite française autour de sa libération, la nouvelle de son incarcération parvient à l'Assemblée. Les membres du Conseil exécutif provisoire  (MM. Lebrun, Roland, Monge, Clavière, Prache, Garat) signent une lettre pour faire libérer les deux hommes et ipso-facto pour défendre les valeurs et les symboles révolutionnaires en Europe. La lettre aurait même été « tracée secrètement par une femme », en l’occurrence Manon Roland, la femme du ministre de l'Intérieur. En pleine période révolutionnaire aucun représentant de la cour de France n'était présent à Rome, ce qui ralentit encore leur libération. L'épouse de Joseph Chinard joue un rôle important dans la mobilisation autour de son mari en entretenant une correspondance soutenue avec différents personnages influents, notamment avec Manon Roland qui militera pour que son mari se saisisse de la question.
Le pape accepte finalement de les libérer le 13 novembre sous condition qu’il quitte l’État ecclésiastique en laissant l’ensemble de ses biens et de ses œuvres, sans aucune ressource. À leur retour, ils deviennent des symboles de la lutte révolutionnaire face à la tyrannie monarchique et religieuse. La liberté révolutionnaire est opposée aux despotismes monarchiques dans de nombreux écrits comme dans les Mémoires de Madame Roland. Ils sont accueillis en héros comme on le voit dans l’exposé Les faits patriotique du citoyen Chinard, rédigé par Joseph Antoine Boisset.

#### Un sculpteur révolutionnaire

##### Soutien de la municipalité et méfiance du peuple
En 1792, Chinard souhaite s'engager dans l'armée de François Christophe Kellermann, mais son entourage l'encourage plutôt à utiliser son art pour diffuser les valeurs de la Révolution française. Il propose de réaliser le portrait des commissaires de la Convention, envoyés à Lyon pour maintenir l’ordre. Il réalise à ses frais un groupe composé d'une statue colossale La Liberté et l’Égalité pour remplacer la statue de Louis XIV (Chabry) du fronton de l'hôtel de ville. Il porte ainsi sur le devant de la scène les droits de l’homme et les lois républicaines conformes aux idéaux révolutionnaires. Cette œuvre sera détruite en 1810 sous l'Empire par le préfet Bondy qui dira « détruire enfin les derniers vestiges d’anarchie, de terreur et de vandalisme ». Cette réalisation lui vaut les faveurs de la municipalité mais les soupçons de certains patriotes, comme le comédien Antoine Dorfeuille, qui critiquèrent ses œuvres et l’accusèrent à tort d’y glisser des symboles royalistes.
À une heure ou l'iconographie révolutionnaire en est a ses balbutiement, le risque pour l'artiste était d’offrir une forme  trop conventionnelle ou au contraire trop originale, ne correspondant pas aux attentes des citoyens. Joseph Chinard fait les frais de ce tâtonnement artistique. Il recourt fréquemment à l'allégorie et recherche une symbolique qui créerai chez le spectateur un sentiment d’empathie aux idéaux révolutionnaires, souhaitant ainsi établir une légitimité à la Révolution à travers l'art. L'iconographie qu'il crée fait usage de mots tels que « patrie » qu'il inscrit dans ses œuvres pour en éclairer la symbolique.

##### Emprisonnement: d'octobre 1793àfévrier 1794
Après une série d’œuvres, notamment la Statue de la Renommée et de la Victoire où une couronne de laurier que tient une figure allégorique éveille la susceptibilité du club des Jacobins, il est accusé de soutenir la Montagne et est incarcéré comme contre-révolutionnaire en octobre 1793 à la prison de la Ville Affranchie (Lyon). Ces accusations jugées comme étant des inepties par les « républicains éclairés » engendre un grand débat qui divise la société civile de l’époque. De nombreux écrits tracent les réquisitoires en faveur ou contre l’artiste.
On rapporte que c’est une autre figurine modelée en terre, L'Innocence, sous les traits d'une colombe se réfugiant dans le sein de la Justice, envoyée à un des juges, un nommé Cochard, qui lui vaut sa libération. Il est acquitté le 28 février 1794. À la suite de sa libération, le Conseil général de la Ville Affranchie lui commande de nombreuses œuvres, notamment une statue de L’Égalité. Il reçoit aussi la commande d'un buste en marbre de Marie Joseph Chalier et Hidens, d’une allégorie de la République et de l’Égalité par la Convention nationale. Il est aussi chargé d’organiser des œuvres pour des fêtes nationales (fête de Jean Jacques Rousseau, fête des Victoires…).
Son épouse meurt le 5 septembre 1794.

### Dernières années

#### Une célébrité sous l'ère napoléonienne
En 1800, de retour de son troisième et dernier voyage romain, il est accueilli à l’Académie de Lyon — réorganisée sous le nom d’Athénée — et nommé correspondant de l’Institut. Il ne quittera désormais plus guère sa ville natale. Le 25 janvier 1807, il avait été nommé, par décret impérial, professeur de sculpture à l’École spéciale de dessin de Lyon, en 1808, il reçoit la grande médaille d’or du Salon de Paris et en juillet 1809 il est nommé membre de la Société littéraire de Lyon.
Il s’installe en 1804 à Carrare en Italie pour profiter des carrières de marbre, mais à la suite d'un différend financier avec la princesse Elisa Baccioni, il doit quitter la toscane en 1808. Il est proche du couple Récamier qui l’invite à Paris régulièrement et pour lequel il réalise le Buste de Juliette Récamier entre 1804 et 1808. Devenu célèbre, il vit confortablement ses dernières années et reçoit des sollicitations de riches commanditaires. Il réalise en 1809 les médaillons du médecin Stanislas Gilibert (ancien maire de Lyon) et de sa femme, ainsi que le buste du général baron Joseph Piston en 1810. Il expose à Paris le Buste colossal du général Desaix, on y trouve le beau idéal à travers l’image du héros, un des meilleurs ouvrages de l’artiste selon les critiques de l’époque ; il fut conservé au palais du Louvre puis au château de Versailles.
La période du Consulat s’avère très propice pour ses commandes et l’avènement du Directoire lui ouvre une période de stabilité. Il expose aux Salons parisiens de 1798 à 1812. Les faveurs de Napoléon entraîne une hausse des commandes : portraits de la famille Bonaparte, participation aux décors de l’arc de triomphe du Carrousel à Paris (1812), sollicitation pour celui de Bordeaux ou encore création d’une statue pour la fontaine de la place de la Douane à Marseille (1809).
En 1811, sous la pression de son entourage (Bredin[Qui ?]…), il épouse Marie Berthaud qu'il avait rencontrée en 1794 lors de son séjour en prison. Elle rendait visite à un des détenus qui était son amant, ils devinrent rapidement bons amis. Avant de passer devant la commission révolutionnaire, ce détenu demanda à Chinard de prendre soin d’elle, ce qu'il fit.

#### Mort et postérité

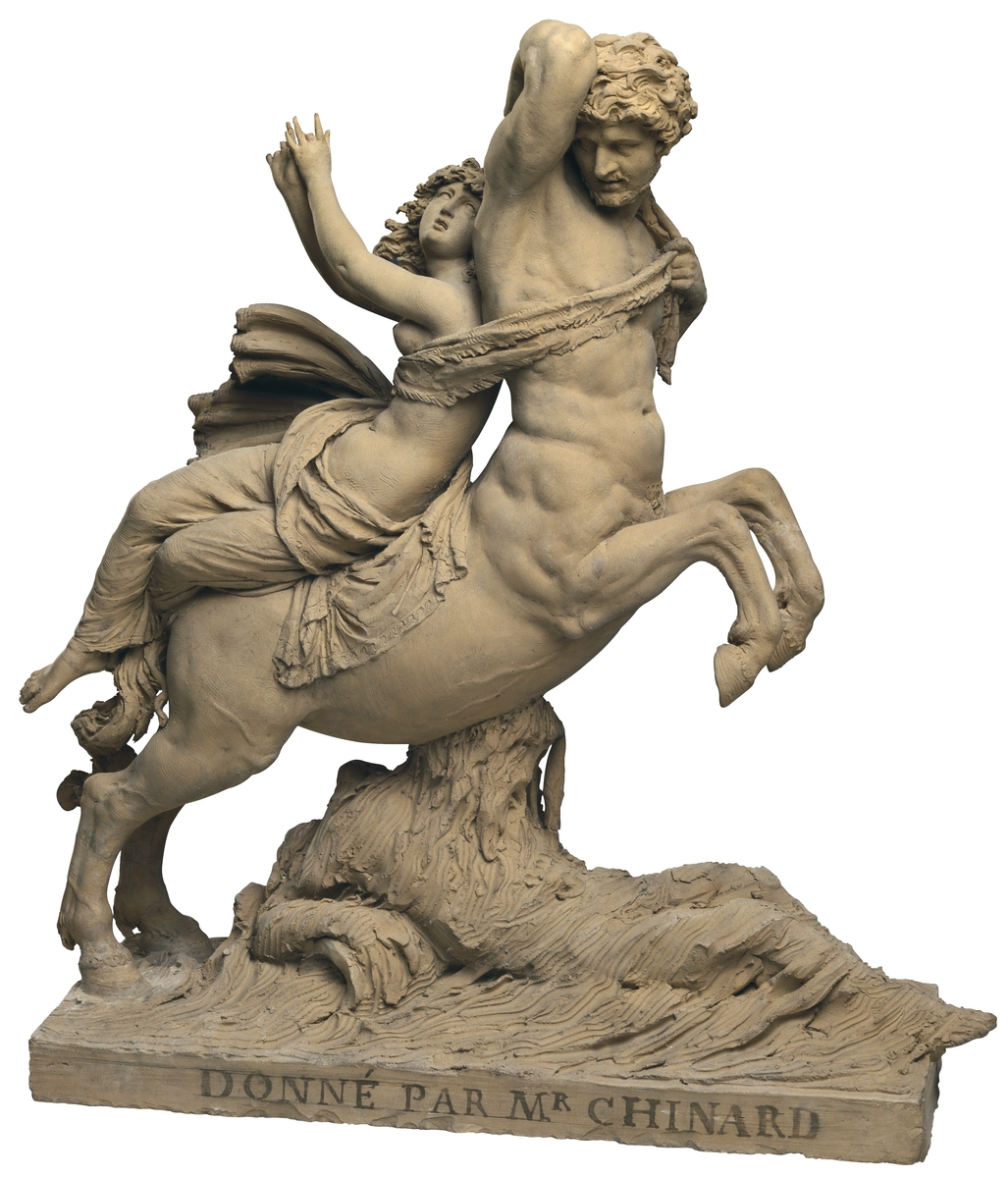
L'Enlèvement de Déjanire (1884-1887), musée des Beaux-Arts de Lyon.

Sa mort survient en 1813 des suites d’une rupture d’anévrisme cardiaque. Il fut d'abord inhumé dans le jardin de sa maison de l’Observance, quai Pierre-Scize à Lyon. Sa sépulture est désormais au cimetière de Loyasse à Lyon, allée no 1 (quartier de Fourvière). Il a légué sa terre cuite de Persée et Andromède, L’Enlèvement de Déjanire et la statuette de son Autoportrait en pied au musée des Beaux-Arts de Lyon.
Ayant vécu durant une période troublée et agitée, il n'a pu mener à bien tous ses travaux. Quelques œuvres importantes sont restées inachevées. Elles furent parfois vandalisées et majoritairement dispersées, soit par la variété des commanditaires, soit par l'imprévoyance des héritiers. L’exécution fidèle, délicate et gracieuse de ses bustes, qui rendait magnifiquement les chairs et faisait transparaître le sentiment des personnages, l’imagination, le goût et l’adresse de ses groupes allégoriques en font un des plus grands sculpteurs de son temps, et l'un des meilleurs artistes français du portrait sculpté.
À Lyon, ses ateliers étaient situés au 36, quai du Rhône, maison de l’hôpital, de 1785 à décembre 1794, puis à l'ancienne chapelle des Pénitents de Lorette, place Croix-Paquet, de 1794 à sa mort.

## Œuvres

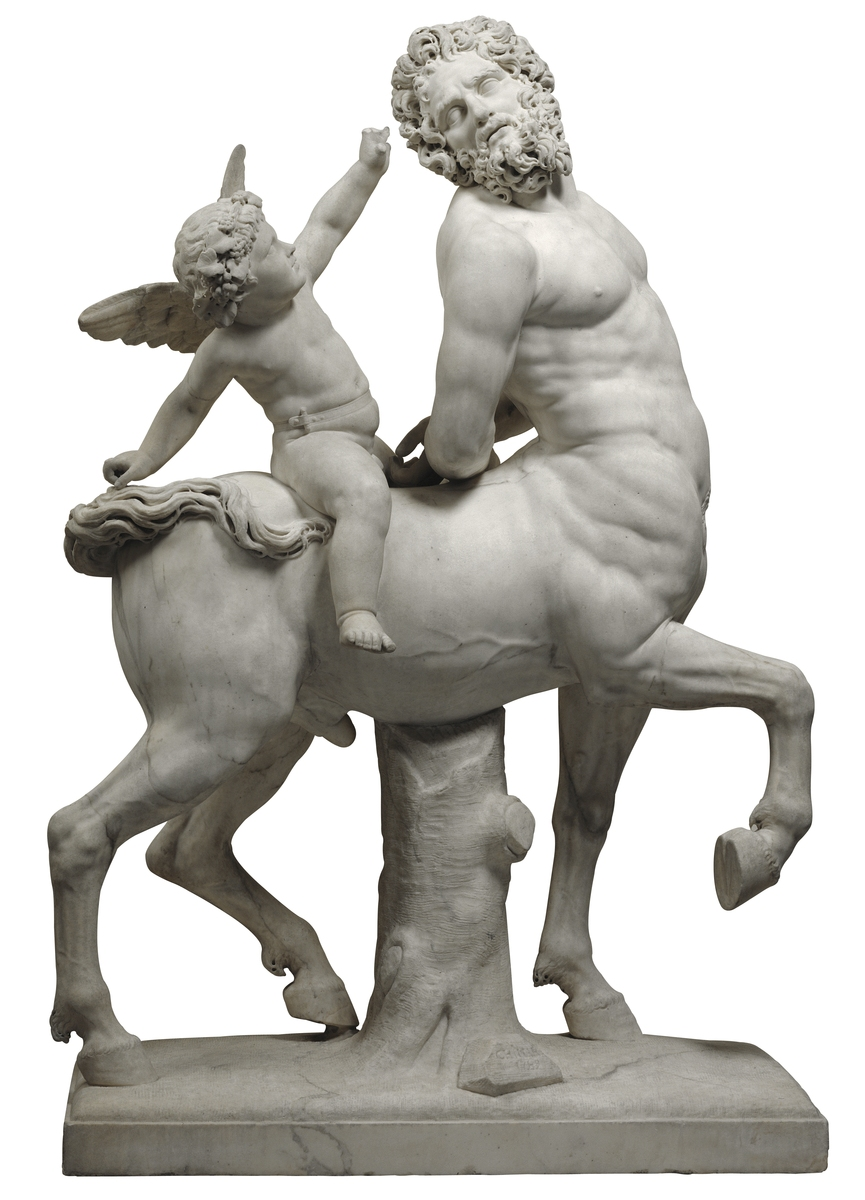
Centaure dompté par l'Amour (1789), musée des Beaux-Arts de Lyon.

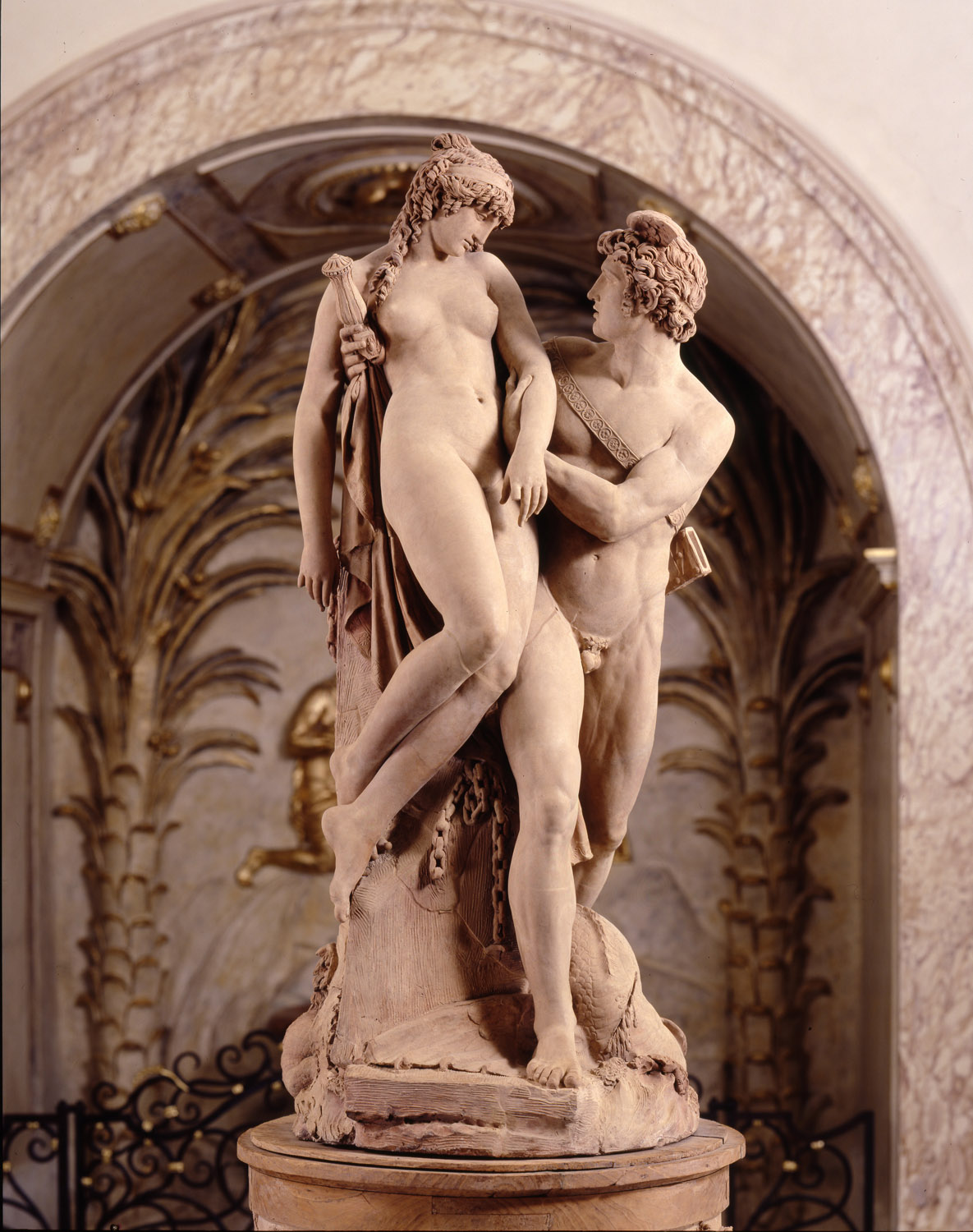
Persée et Andromède (1791), musée des Beaux-Arts de Lyon.

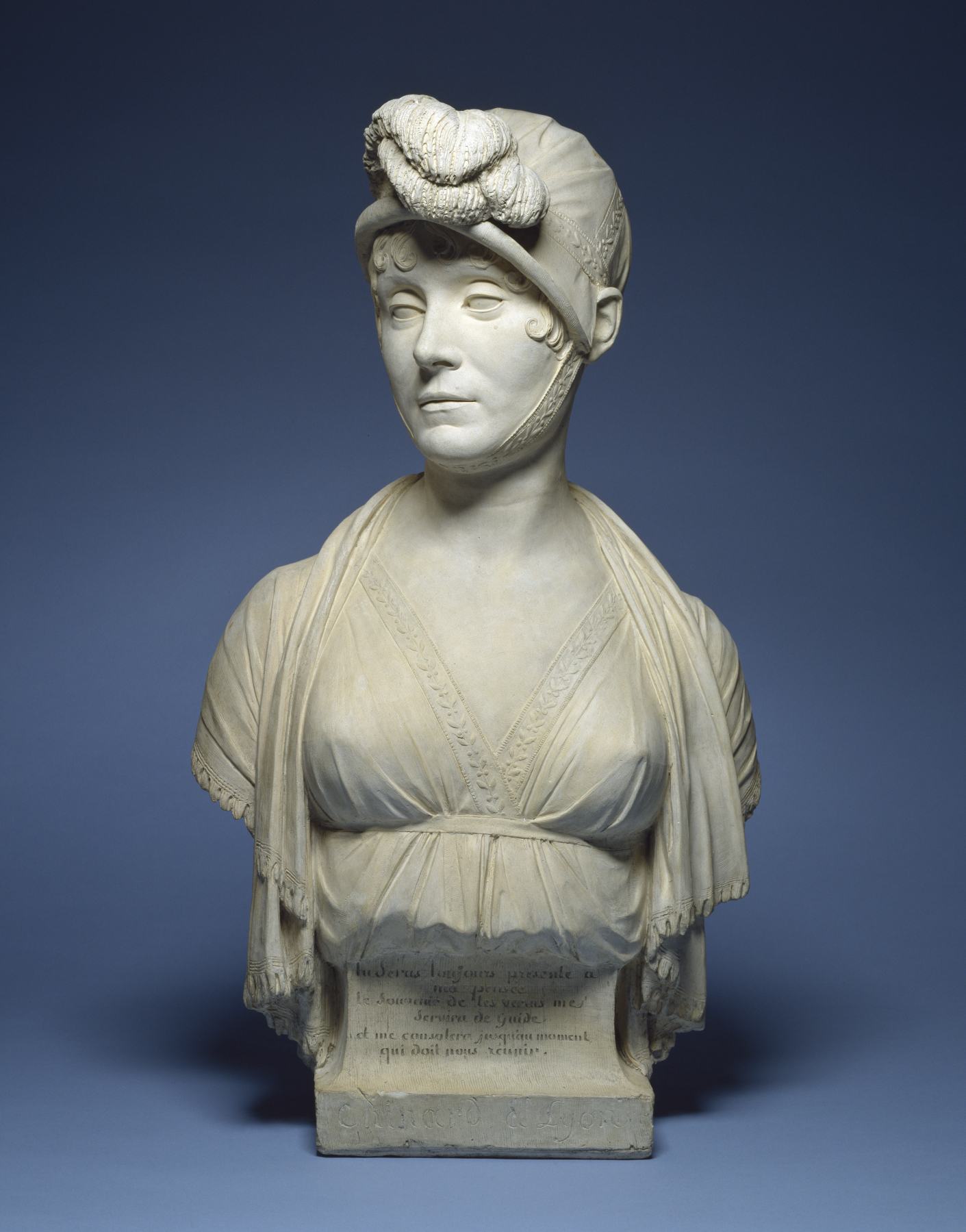
Buste de Mme Chinard (1803), Baltimore, Walters Art Museum.

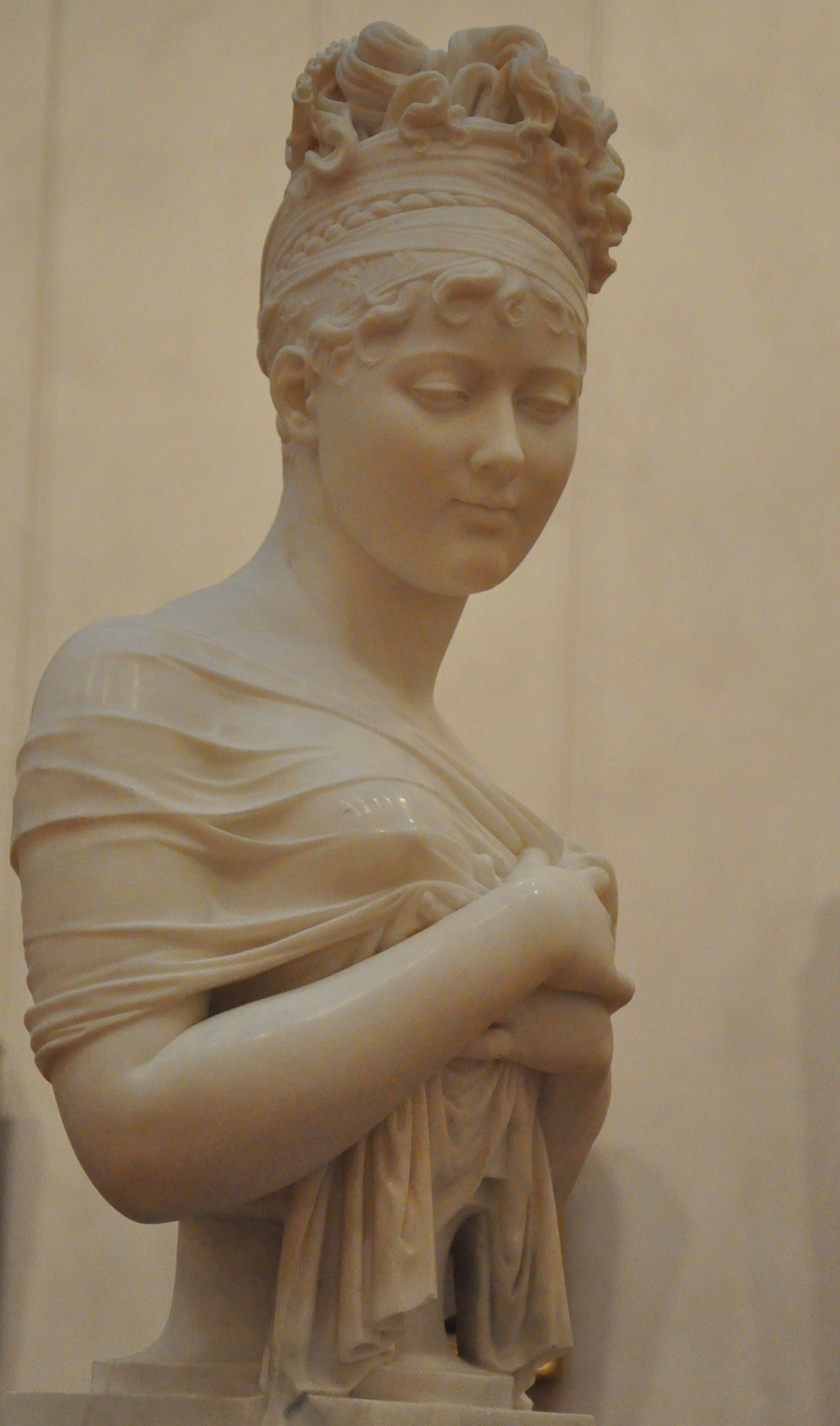
Buste de Juliette Récamier (entre 1804 et 1808), musée des beaux-arts de Lyon.

### États-Unis
- Baltimore, Walters Art Museum : Buste de Mme Chinard, 1803, terre cuite.
- Los Angeles, musée d'Art du comté de Los Angeles : Vénus et Énée ou Achille, 1791-1792, groupe en terre cuite.
- New York :
  - Frick Collection : Buste d'Étienne Vincent-Marniola, 1809, terre cuite.
  - New York, Metropolitan Museum of Art : Buste d'homme, vers 1790–1795, terre cuite.

### France
- Belley, cathédrale Saint-Jean-Baptiste : La Vierge Marie, 1789, statue commandée par Gabriel Cortois de Quincey, dernier évêque avant la Révolution, et qui est aussi à l'origine du palais épiscopal. Elle trouve son inspiration dans un dessin d'Antonio Canova et dans la statue Livie adorante du musée Pio-Clementino à Rome.
- Lyon :
  - église Saint-Nizier : Saint Pothin.
  - hôtel de ville : La Liberté et L’Égalité, modèles en plâtre pour remplacer la figure équestre de Louis XIV effacée du fronton.
  - musée des Beaux-Arts :
    - Ariane ou Bacchante, réalisé à Rome, découvert à sa mort dans son domicile et racheté par le musée à son neveu Étienne Chinard en 1839 ;
    - Étienne Vincent Marniola, 1809, terre cuite, réalisé a Rome ;
    - Laoccon et ses fils, 1884-1887, groupe en marbre d’après l’antique, réalisé lors du premier séjour à Rome, légué par Antoine Lacène en 1859 ;
    - L’Enlèvement de Déjanire, groupe en terre cuite d'après le bronze de Giambologna de 1576, réalisé lors du premier voyage en Italie. Donné par la veuve de l’artiste en 1813 ;
    - Centaure dompté par l'Amour, groupe en marbre d'après l'antique ;
    - Buste de Juliette Récamier, entre 1804 et 1808, buste acquis en 1909. Séjour à Carrare durant lequel il réalise ce célèbre buste. Il en aurait réalisé un premier de 20 cm en 1790 en plâtre[réf. nécessaire] ;
    - L'Amour de la Patrie, 1790, terre cuite ;
    - Jean-Marie Roland de La Platière, 1789, buste en terre cuite, une des premières œuvres de Chinard acheté par Lyon en 1928 à son arrière-petite-fille de Marie Roland pour 25 000 francs ;
    - La Liberté et l'Égalité, 1793, bas-relief, plâtre, projet de fronton pour l'Hôtel de Ville de Lyon ;
    - Napoléon Bonaparte, buste en plâtre, 1801.

  - musées Gadagne : Clés de la ville de Lyon, 1805, par l'orfèvre Antoine Saulnier d'après un dessin de Chinard.
  - parc de la Tête d'or : L’Abbé Rozier, buste en pierre du botaniste réputé.
  - [Où ?] : Minerve, statue en pied de la lyonnaise Mme Van Risambourg.
- Marseille :
  - place du Général-de-Gaulle : aigle en marbre blanc au sommet de l’obélisque de la fontaine Fossati, groupe de 900 kg). Cet aigle impérial sera détruit le 14 avril 1814 à la chute de l'Empire[17].
  - place du marché des Capucins : La Paix, statue commémorant la paix d'Amiens (25 mars 1802). Cette sculpture était destinée à un temple rond qui n'a pas été réalisé faute de moyens financiers et qui aurait dû se situer au sommet du cours Pierre Puget. La statue représente une allégorie féminine tenant une pomme dans sa main droite, son bras s'appuyant sur une corne d'abondance et tenant des rameaux d'oliviers dans sa main gauche.
  - place Villeneuve-Bargemon : Janus, formé des têtes des deux fondateurs mythiques de la cité phocéenne : Euthymènes et Pythéas pour surmonter la fontaine de la place de la Douane actuelle place Thiard. Cette statue commandée au sculpteur Barthélémy-François Chardigny a été terminée par Chinard.
- Neufchâtel-en-Bray, bibliothèque : Pierre Pocholle, buste en terre cuite, commande de la Ville de Lyon pour ce dernier en raison de sa conduite humanitaire envers cette ville pendant la Terreur[18].
- Paris :
  - musée Cognacq-Jay : Portrait de Madame Récamier, terre cuite.
  - musée du Louvre :
    - Buste de L'Albane ;
    - Henriette de Verninac en Diane chasseresse, 1808, marbre. Iconographie alors en vogue[19].
    - Portrait de jeune femme, 1802, terre cuite ;

  - musée des Arts décoratifs : L'illusion du bonheur, 1809, buste en marbre (Salon de 1810, no 944)[20],[21]
  - place du Carrousel, arc de triomphe du Carrousel : Carabinier, 4e statue à partir de la gauche, face est.
  - pont de la Concorde : Statue colossale du général Cervoni, Salon de 1812, considérée parfois comme son chef-d'œuvre.
- Versailles, château de Versailles :
  - Le Général Desaix, 1810, buste ;
  - Le Général Baraguay d’Hilliers, buste.

### Italie
- Rome, Accademia di San Luca : Persée et Andromède, 1786, terre cuite.

### Suisse
- Genève, Bibliothèque de Genève : Napoléon Bonaparte (1769-1821), premier consul, 1801, buste, plâtre peint[22]

## Salons
- Salon des arts de Lyon de 1786 : Buste de Laocoon, d’après l’antique (n° 41) ; La Vestale d’après l’antique (n° 42) ; Tête d’amour, d’après l’antique du Vatican (n° 43) ; quatre petites figures en terre cuite représentant les quatre Saisons (n° 44)[23].
- Salon de 1800 : Andromède, plâtre ; La Justice, terre cuite ; Diane préparant ses traits.
- Salon de 1802 : La Paix, terre cuite ; L’Amour sur les flots[N 3] ; Hébé versant le nectar[N 4].
- Salon de 1806 : Le Prince Eugène, buste.
- Salon de 1808 : Honneur et Patrie, bas-relief[N 5] ; L’impératrice Joséphine, buste ; La Princesse Piombino, buste ; La Princesse A. de Bavière, buste ; Le Général Desaix, buste[N 6] ; Le Général Leclerc, buste ; Mme de Verninac en Diane, buste[N 7].
- Salon de 1812 : La Paix, buste en plâtre[N 8] ; Le Général Cervoni, statue en plâtre ; La Victoire donnant une couronne ; Otriade mourant sur son bouclier ; L’Amour réveillé par Psyché ; Niobé frappée par Apollon ; L’Illusion du bonheur ; Phryné sortant du bain ; Persée et Andromède, copie (prix de Rome).

## Expositions
- Exposition universelle de 1878 : Buste de Pierre-Pomponne-Amédée Pocholle, terre cuite.

## Récompenses
- Premier prix du concours Balestra de l’Académie Saint-Luc de Rome, 12 juin 1786.
- Médaille d'or au Salon de 1808.

## Élèves
- Jean-Baptiste Binon.
- Jean-Joseph Charles
- Denis Foyatier.
- Jean Legendre-Héral, son élève favori[réf. nécessaire].
- Joseph Charles Marin, qui lui succédera à l’enseignement.
- Pierre-Marie Prost, de 1807 à 1813[24].
- Clémence Sophie de Sermézy
- Augustin Alexandre Thierriat (1789-1870)
- Jean-Baptiste Vietty.

Œuvres de Joseph Chinard
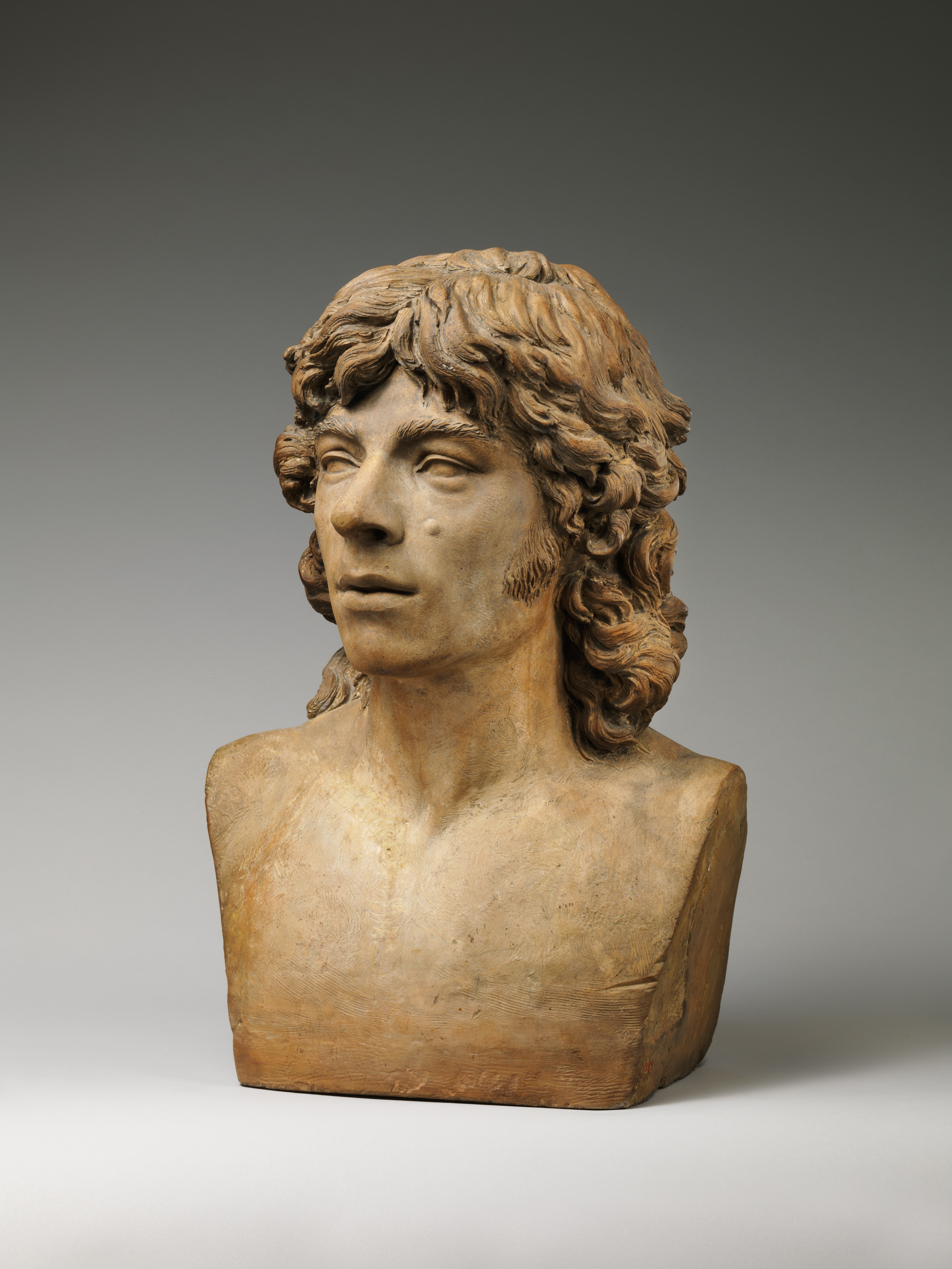
Buste d'homme (vers 1790–1795), New York, Metropolitan Museum of Art.
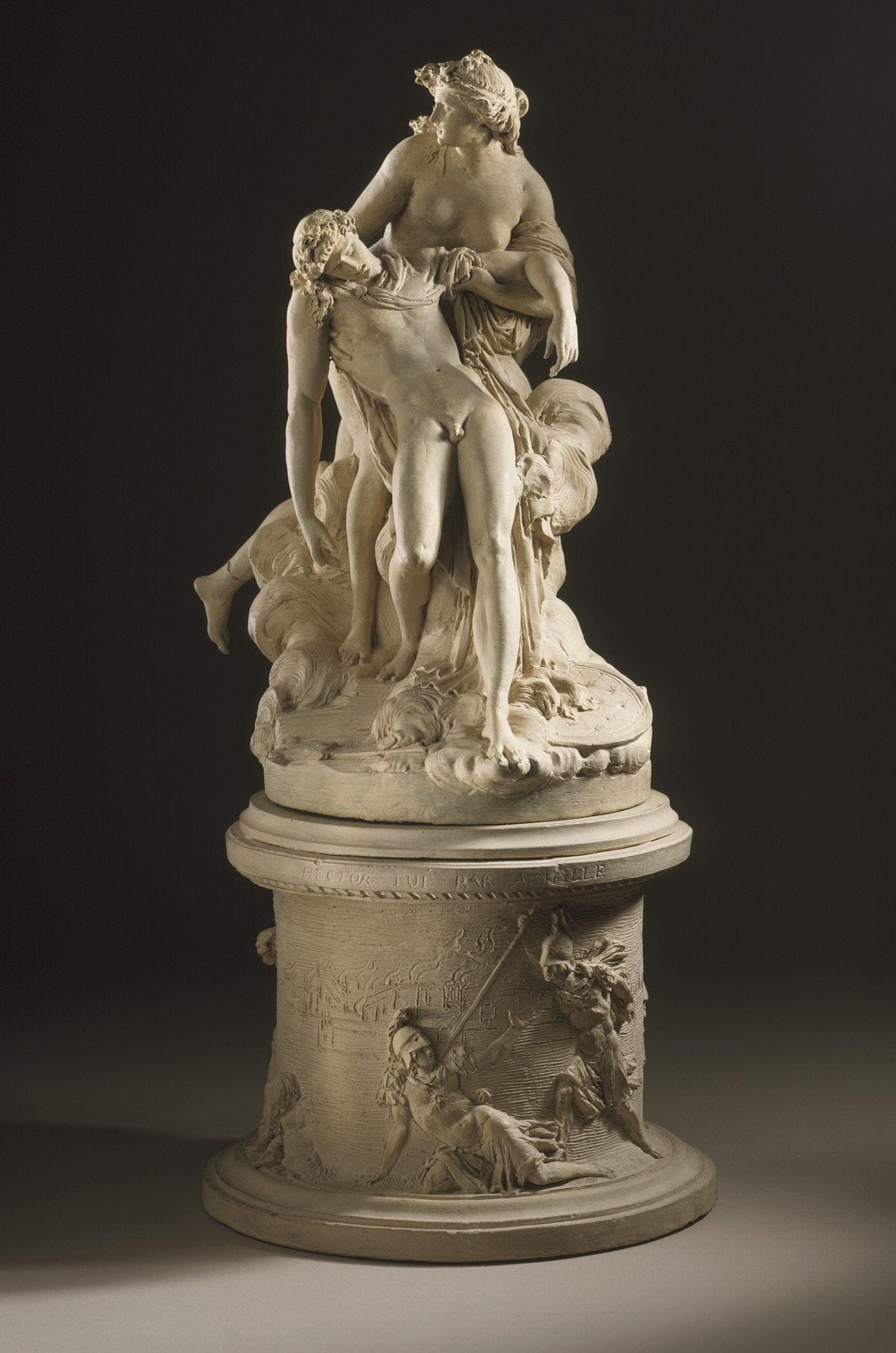
Vénus et Énée ou Achille (1791-1792), musée d'Art du comté de Los Angeles.
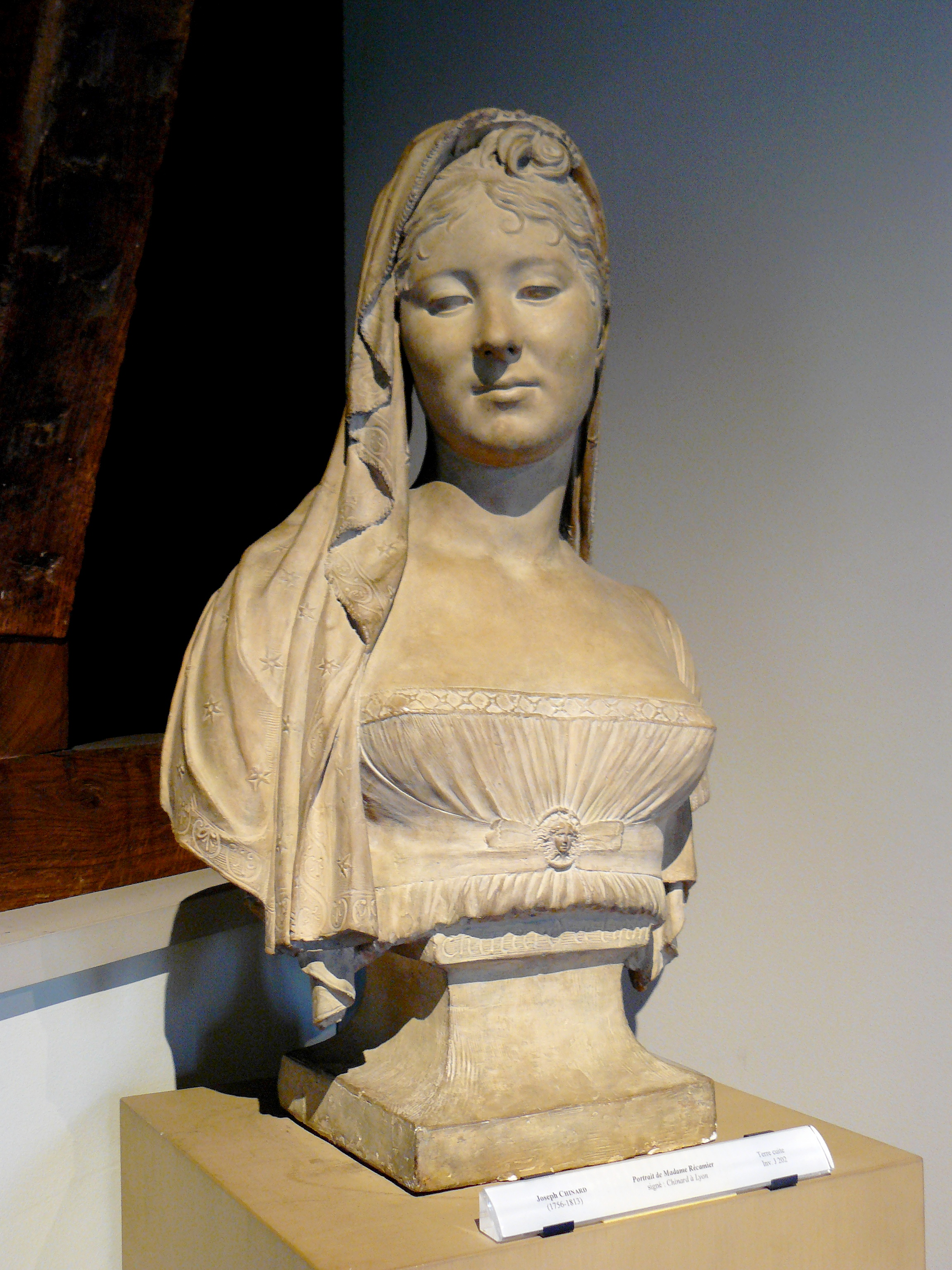
Portrait de Madame Récamier, Paris, musée Cognacq-Jay.
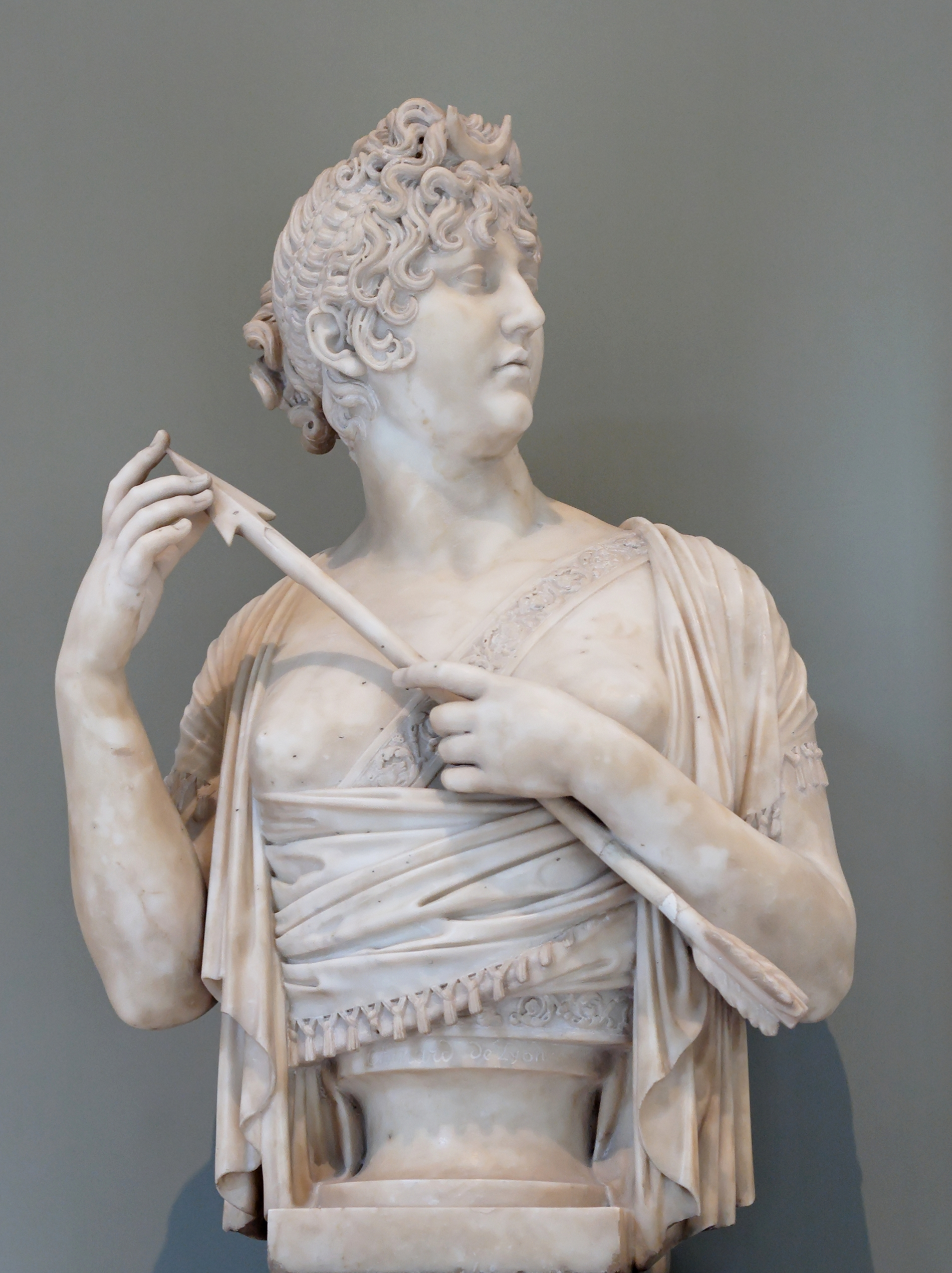
Madame de Verninac en Diane chasseresse (1808), Paris, musée du Louvre.
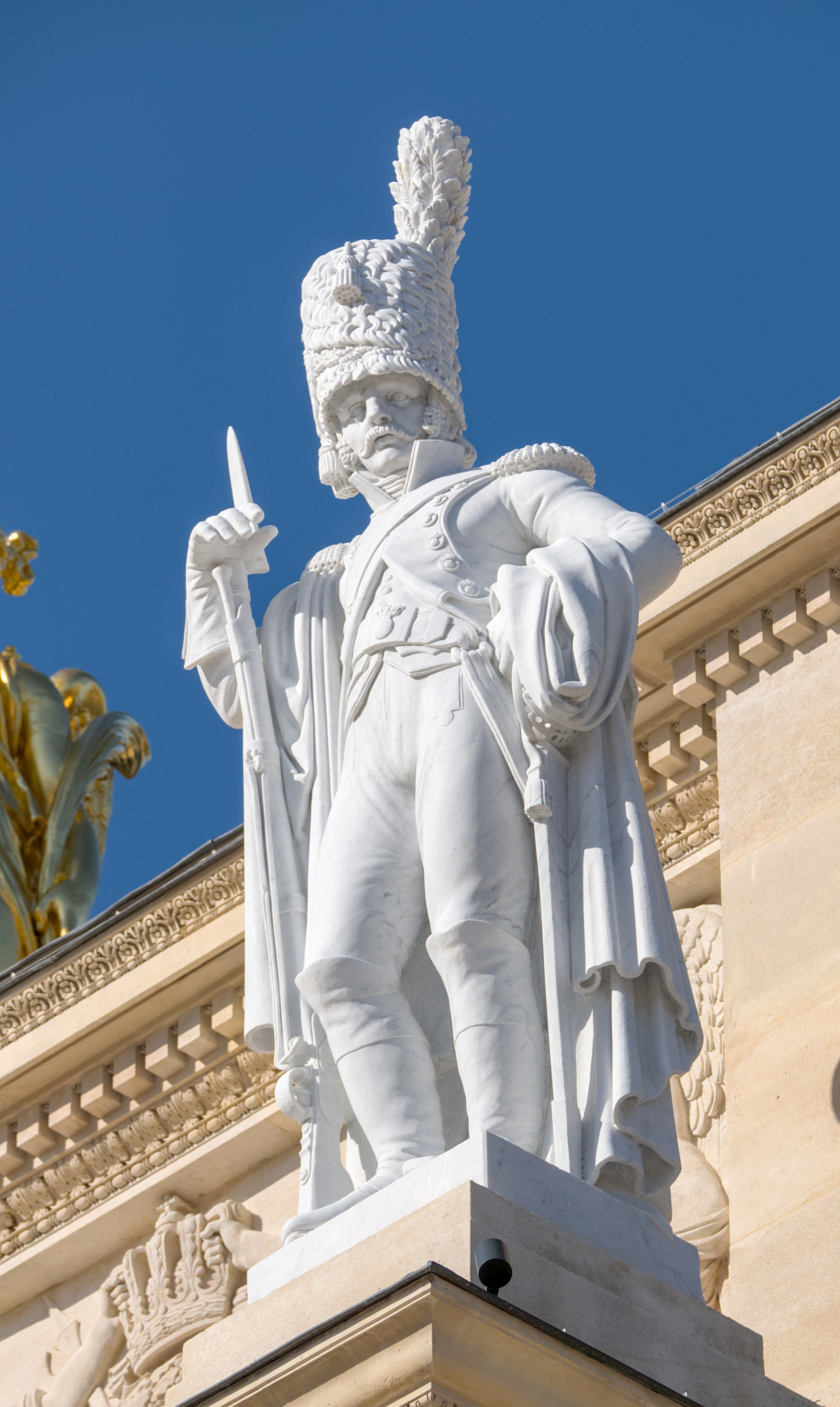
Le Carabinier à cheval (1809), Paris, arc de triomphe du Carrousel.
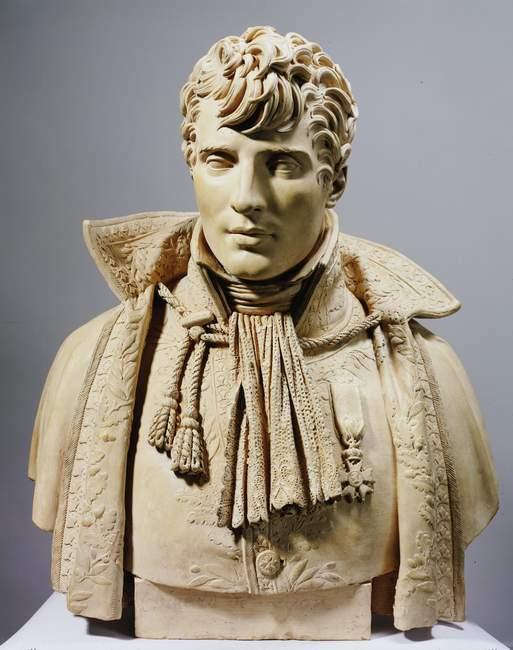
Buste d'Étienne Vincent de Marniola (1809), New York, The Frick Collection.

## Expositions
- « L'Œuvre de Joseph Chinard : 1755-1813 », musée des Beaux-Arts de Lyon, 1978, catalogue par Madeleine Rocher-Jauneau.